# Assaf Gavron

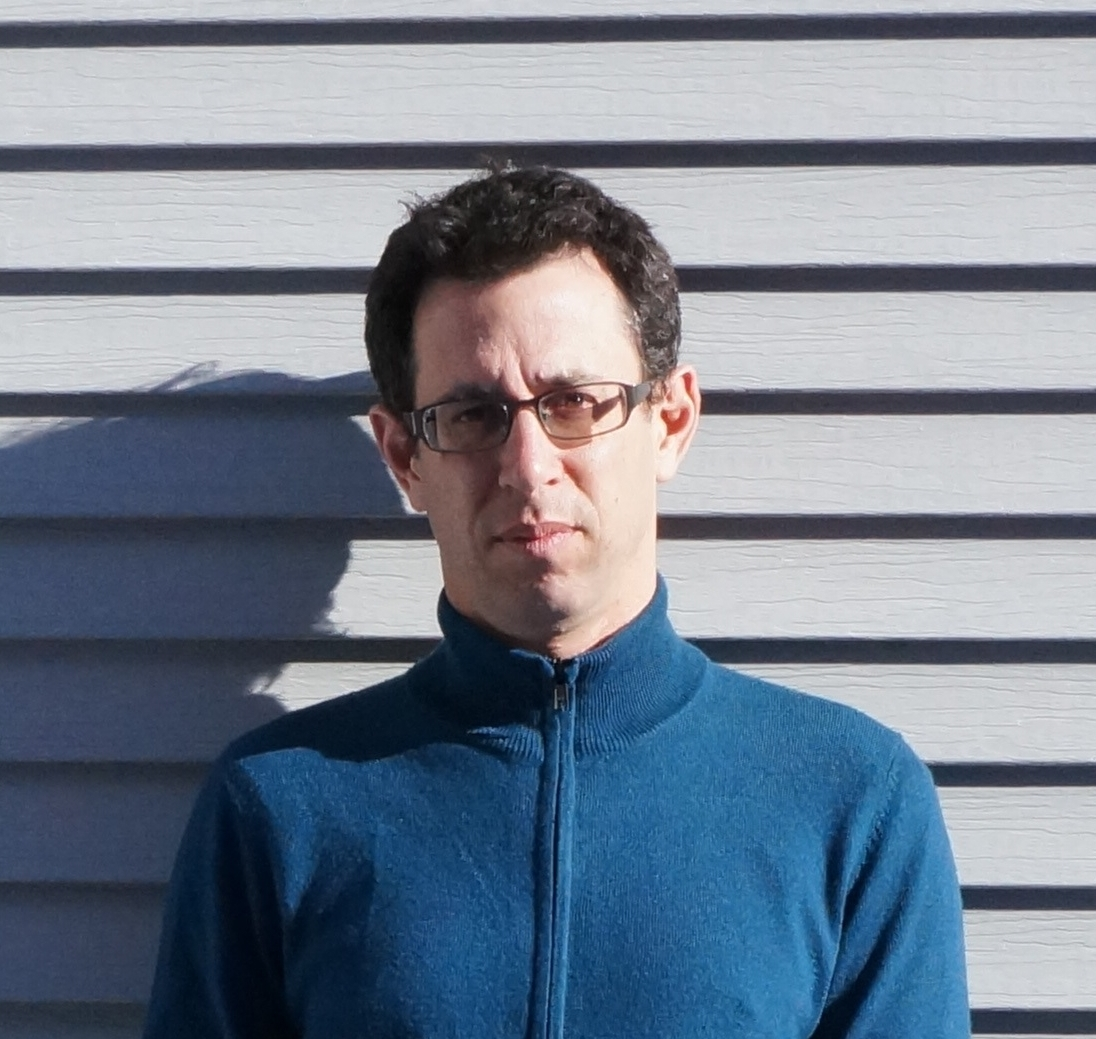
Assaf Gavron (2014)

Assaf Gavron (geboren 21. Dezember 1968 in Arad) ist ein hebräischsprachiger israelischer Schriftsteller und Musiker.

## Leben
Assaf Gavron wuchs als Kind englischer Immigranten in der Nähe von Jerusalem auf, studierte und lebte zehn Jahre in London und ein Jahr in Vancouver. Er lebt heute mit seiner Familie in Tel Aviv.
Gavron hat mehrere Romane und Erzählungen in hebräischer Sprache veröffentlicht und ist in Israel ein Bestsellerautor. Er schreibt Songs für die Indiepunk-Band Ha-pe ve-ha-tlafajim, in der er auch singt. 2007 wirkte er an der Entwicklung des Computerspiels PeaceMaker mit, das den Nahostkonflikt thematisiert und dessen fiktives Ziel eine Zwei-Staaten-Lösung ist. Gavron übersetzte u. a. Bücher von Jonathan Safran Foer, Philip Roth und J.D. Salinger ins Hebräische und schreibt Stücke für das Habimah-Theater.
Im Jahr 2010 war Gavron Gast des Berliner Künstlerprogramms des DAAD und unter den Teilnehmern des Internationalen Literaturfestivals Berlin. 2011 wurde er mit dem Preis des israelischen Premierministers und dem Geffen-Preis geehrt. Für seinen Roman Auf fremdem Land erhielt er den Bernstein-Preis, einen der wichtigsten Literaturpreise in Israel. 2012 wurde sein Roman Ein schönes Attentat in der Aktion Ein Buch für die Stadt in Köln und Umgebung vorgestellt; der Roman erhielt in Frankreich den Literaturpreis der Zeitschrift Courrier international. Weitere Erzählungen und Romane Gavrons sind in deutscher Übersetzung erschienen, zuletzt Everybody be cool! (2025).

## Bibliografie
- Ice (אייס). Roman, 1997.
- Min be-vet ha-almin (מין בבית העלמין, Sex auf dem Friedhof). Erzählungen, 2000.
- Mobbing (מובינג). Roman, 2003.
  - Alles paletti. Aus dem Hebräischen von Barbara Linner. Luchterhand, München 2010, ISBN 978-3-630-62184-5.
- Tanin pigua (תנין פיגוע, Attentatskrokodil). Roman, 2006.
  - Ein schönes Attentat. Aus dem Hebräischen von Barbara Linner. Luchterhand, München 2008, ISBN 978-3-442-74008-6.
- Hydromania (הידרומניה). Roman, 2008.
  - Hydromania. Aus dem Hebräischen von Barbara Linner. Luchterhand, München 2009, ISBN 978-3-641-14944-4.
- Ochel ba-amida (אוכל בעמידה, Im Stehen essen). Reportagen, 2009.
- Ha-givʿa (הגבעה, Der Hügel). Roman, 2013.
  - Auf fremdem Land. Aus dem Hebräischen von Barbara Linner. Luchterhand, München 2013, ISBN 978-3-630-87419-7.
- Schmone-esre mulqot (שמונה עשרה מֻלְקוֹת). Roman, 2017.
  - Achtzehn Hiebe. Aus dem Hebräischen von Barbara Linner. Luchterhand, München 2018, ISBN 978-3-630-87563-7.
- Kulam lihjot zonenim (כולם להיות צוננים, Everybody be cool); Ha-melet (המַּלֶֶט, Der Zement). Erzählungen, 2023/2024.
  - Everybody be cool. Aus dem Hebräischen von Stefan Siebers. Luchterhand, München 2025, ISBN 978-3-630-87805-8.
- Ha-im enech roza bi (האם אינך רוצה בי, You don't want me?). Roman, 2025.
  - You don't want me? Aus dem Hebräischen von Stefan Siebers. Luchterhand, München 2026.